# Tanja Walther-Ahrens
Tanja Walther-Ahrens (* 9. Oktober 1970 als Tanja Walther in Hessen) ist eine ehemalige deutsche Bundesliga-Fußballspielerin und aktive Sportwissenschaftlerin. Bekannt wurde sie vor allem durch ihr Engagement gegen Homophobie im (Frauen-)Fußball, für das sie 2008 den Tolerantia-Preis zusammen mit Theo Zwanziger und Philipp Lahm und 2011 den Augspurg-Heymann Preis erhielt.

## Leben
Walther-Ahrens engagiert sich etwa bei der European Gay & Lesbian Sport Federation. Sie ist berufenes Mitglied der Deutschen Akademie für Fußball-Kultur.
Walther-Ahrens lebt in einer eingetragenen Lebenspartnerschaft und hat ein Kind.

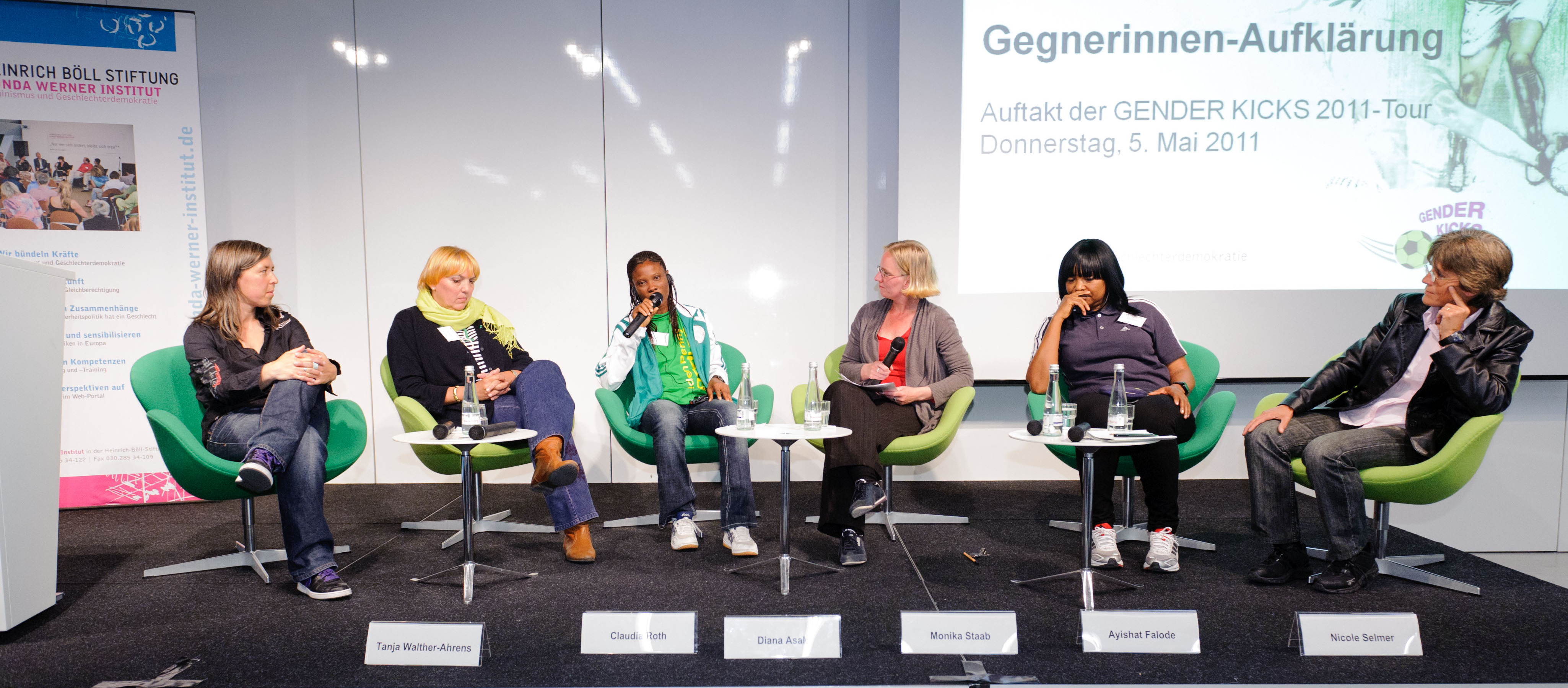
2011 HBS konference GENDER KICKS Gegnerinnen-Aufklärung

## Auszeichnungen
2011: Augspurg-Heymann-Preis

## Veröffentlichung
- Seitenwechsel. Coming-out im Fußball. Gütersloher Verlagshaus, Gütersloh 2011, ISBN 978-3-579-06699-8.